# ديفيد ويلز
ديفيد ويلز (بالإنجليزية: David Wills)‏ هو محامي أمريكي، ولد في 3 فبراير 1831 في Menallen Township, Adams County, Pennsylvania ‏ في الولايات المتحدة، وتوفي في 25 أكتوبر 1894.